# 376 TCN
376 TCN là một năm trong lịch La Mã.